# Stemma di Stoccolma
Lo stemma di Stoccolma (Stockholms stadsvapen in svedese) è lo stemma della capitale svedese Stoccolma.

## Descrizione
Lo stemma è formato da uno scudo azzurro all'interno del quale è raffigurata la testa, d'oro, del re svedese Erik IX, considerato il santo patrono, non solo di Stoccolma, ma anche di tutta la Svezia.

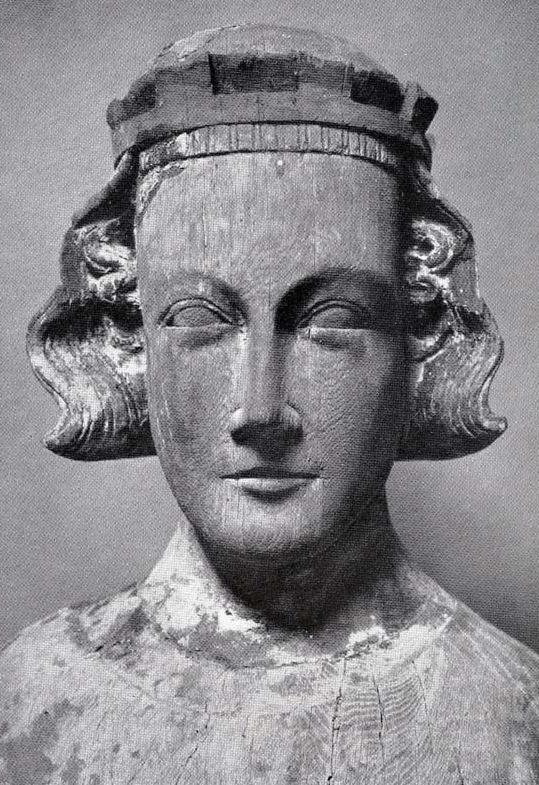
La statua di Erik IX che ha servito da modello per lo stemma